# Zanzibar and Pemba People's Party
Le Zanzibar and Pemba People's Party (ZPPP) était un parti politique nationaliste zanzibarite à dominance africaine. Le parti a gouverné le pays en coalition avec le parti nationaliste de Zanzibar de 1961 à 1964. Il était le plus petit des trois partis de l'île (le troisième étant le parti Afro-Shirazi).